# Accipe hoc
Accipe hoc è una locuzione latina che significa "Prendi questo".
È più volte presente nelle commedie di Plauto: Epidicus - 03 02, Truculentus - 05 01, Persa, Poenulus. 
È recepita dall'Olivetti, nel suo Dizionario tra i brocardi e frasi latine usate in italiano ed usata nel mondo anglosassone nel linguaggio influenzato dal mondo accademico.

## Esempi d'uso

### Letteratura
Walter Scott, il fondatore del romanzo storico, nel romanzo Talismano usa più volte l'espressione latina accipe hoc.

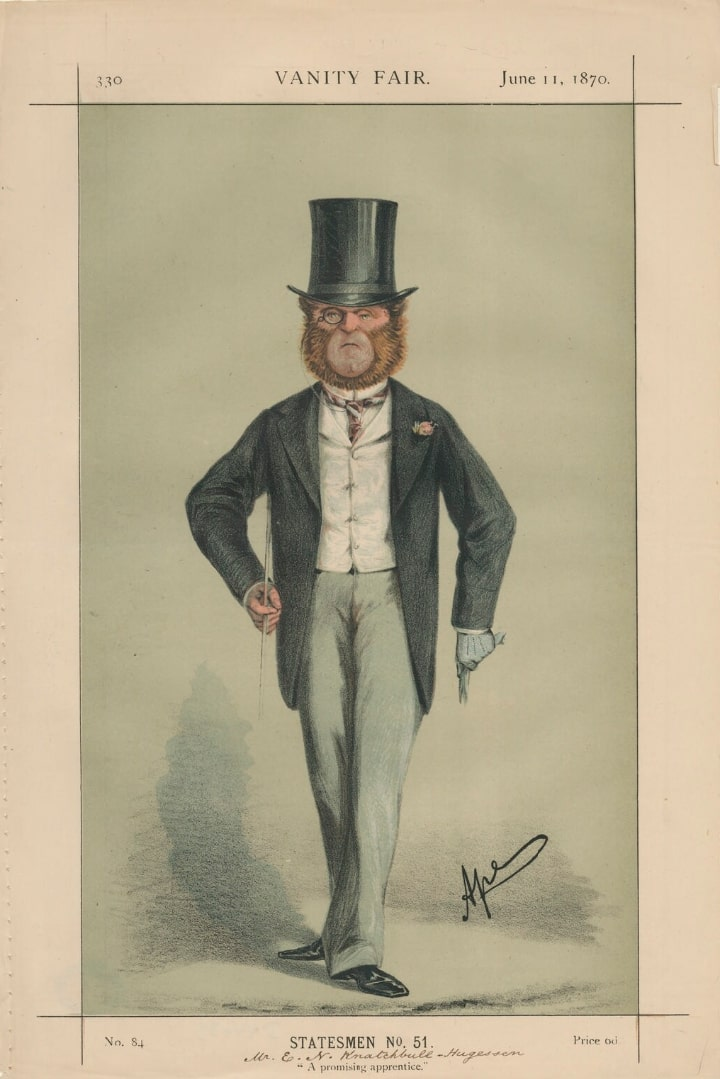
Caricatura del poeta inglese Edward Knatchbull-Hugessen che nella sua opera River Legends; Or, Father Thames and Father Rhine usa ripetutamente l'espressione accipe hoc

Lo scrittore inglese Edward Knatchbull-Hugessen, primo Barone Brabourne e che ricoprì importanti incarichi nel consiglio della corona, ma che svolse un'attività letteraria, di carattere leggero, all'epoca molto apprezzata, nella sua opera River Legends; Or, Father Thames and Father Rhine, la cui prima edizione fu illustrata dal Doré usò l'espressione latina accipe hoc ripetuta ventiquattro volte
I hold out my bottle with—' Accipe Hoc !

Accipe Hoc, Accipe Hoc ! '

Tendo la bottiglia con...» Prendi questa!

Prendi questa, prendi questa! '

Tendo la mia bottiglia con... Prendi questa!»
(Edward Knatchbull-Hugessen River Legends)
ritornello che è ripetuto con lievi varianti in altre sei strofe.

### Pubblicazioni universitarie
Accipe hoc è anche il titolo di una pubblicazione universitaria studentesca in lingua inglese

### Motti
Nel Regno Unito  accipe hoc  è un'espressione che compare in lingua latina come motto dell'848 Naval Air Squadron del e nei suoi distintivi.

### Incipit di preghiere
Accipe hoc sono anche le parole iniziali del rito per istituire catechisti pronunciate dal vescovo previste dal nuovo rituale.
L'espressione viene detta in lingua latina anche nei luoghi dove in tutte le altre parti della cerimonia viene usata una lingua moderna